# La Mataró
La locomotora Mataró, popularmente conocida como La Mataró, fue la primera locomotora de vapor en ser operada en el territorio de la península ibérica, concretamente realizando el primer trayecto de la línea Barcelona-Mataró, el 28 de octubre de 1848. La máquina fue desguazada tras sufrir un accidente, no habiendo llegado a nuestros días.
En 1948 se construyó el llamado Tren del Centenario, una réplica de la locomotora original.

## Tipo Crewe 1-1-1
La Mataró era del tipo Crewe 1-1-1, nombre que se le daba al modelo de locomotora fabricado en la ciudad homónima del Reino Unido. Esta clase es desarrollada a partir de 1843 bajo la dirección del ingeniero Joseph Locke, como sustitutas de las locomotoras Patentee. Serán desarrolladas y construidas durante 15 años. La casa inglesa encargada de la construcción de La Mataró sería Jones & Potts: Jones, Turner and Evans

## Historial de servicio
La Mataró fue la locomotora escogida para realizar el trayecto inaugural de la línea Barcelona-Mataró el 28 de octubre de 1848, partiendo a las 9:00 de la mañana de Barcelona, y haciendo parada en El Masnou antes de proseguir hasta Mataró entre diversos actos y celebraciones. El maquinista escogido fue el británico Tom Ros. Igualmente realizó un viaje de vuelta a Barcelona desde Mataró, que sin los festejos inaugurales, duró 35 minutos. La línea contaba con otras tres locomotoras gemelas también de importación inglesa, bautizadas como Barcelona, Cataluña y Besós. Cada una tendría un precio de 2.400 libras. Igualmente fueron encargados a la empresa Joseph Wright, de Londres, 62 coches de pasajeros, 30 vagones de mercancías y 2 coches para el traslado de carruajes, por valor de 19.822 libras. En los talleres de Mataró se fabricarían las primeras locomotoras españolas para la línea, Española y Arenys en 1853 y 1857 respectivamente, que imitarían el modelo original.

### Retirada

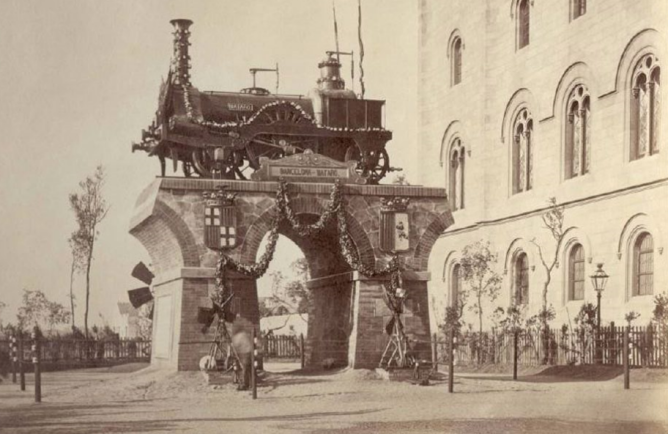
Monumento a La Mataró en la plaza de la Universidad de Barcelona (1878).

En la década de 1880 se retiraron del servicio todas las locomotoras de la línea, siendo conservada únicamente como reliquia La Mataró, que fue trasladada a los talleres de Clot. En 1877 fue exhibida sobre un pedestal en la plaza de la Universidad de Barcelona con motivo de la Exposición Catalana de 1877. Finalizada esta, al retirarla se cayó y dañó gravemente, por lo que fue desguazada.

## La Mataró en la cultura
La Mataró fue tomada como icono del progreso español  y catalán, así como el resto de la línea. Uno de los ejemplos más claros de esto es la historia filatélica de la locomotora, que aparecerá en sellos desde el franquismo, emitiéndose los primeros entre octubre y noviembre de 1948, con motivo de los cien años de la línea. Posteriormente se harán tiradas con dibujos de La Mataró (incluyendo a veces a Miguel Biada y distintos lemas), en 1958, 1972, 1973, 1974 (Edición especial de los 125 años), 1975, 1979, 1991 y 1996. En 1998 se celebró una exposición por el 150 aniversario del tren, con nuevos sellos y una exposición filatélica. 
La locomotora también fue exhibida en la Exposición Catalana de 1877, y se le dedicó un monumento en la plaza de la Universidad de Barcelona.

## Tren del Centenario

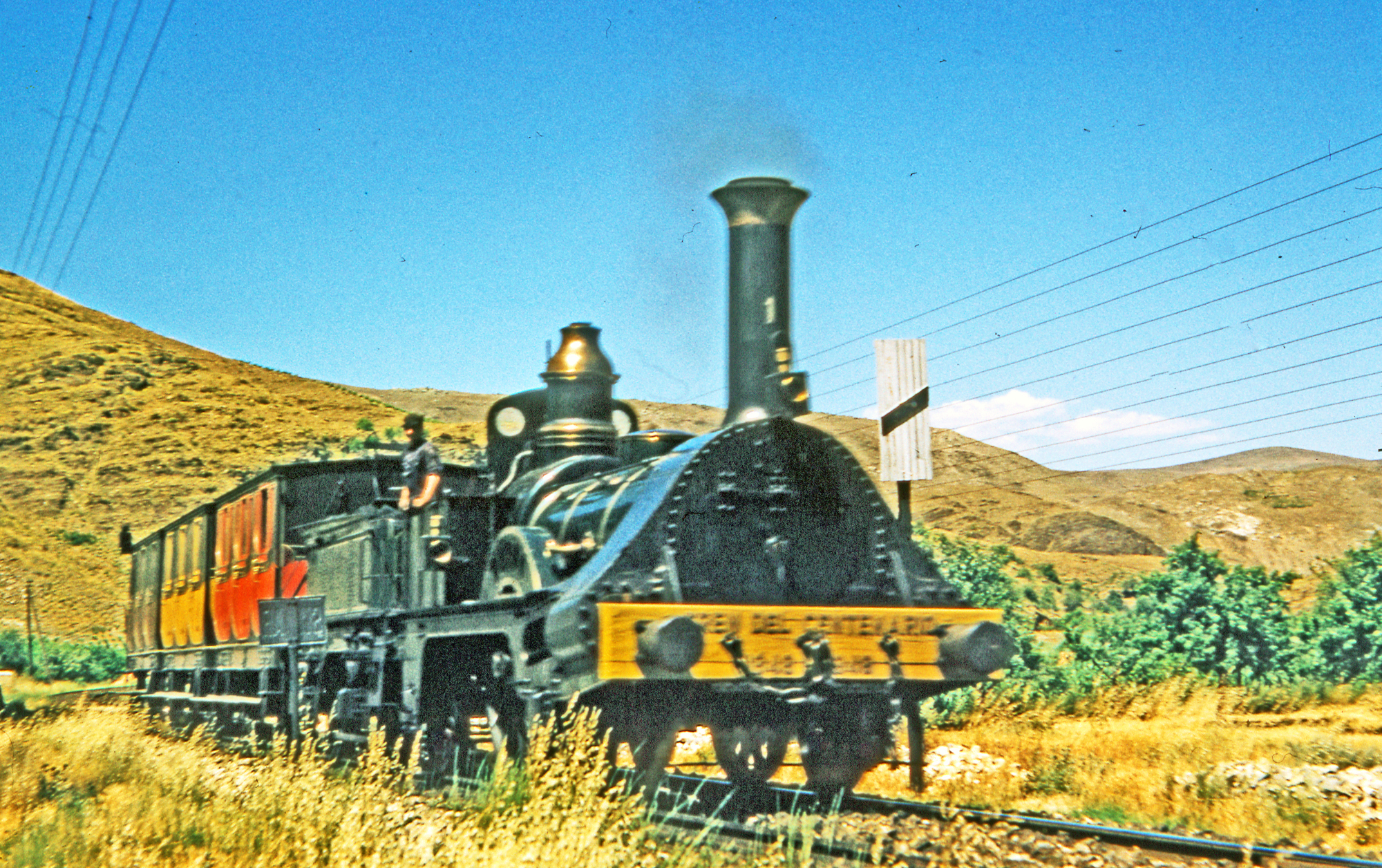
El Tren del Centenario circulando por la línea Madrid-Zaragoza, en 1956.

La compañía RENFE encargó un siglo más tarde de la inauguración la construcción de una réplica para conmemorar los cien años de la línea. En octubre de 1948 el Tren del Centenario realizó un viaje conmemorativo entre Barcelóna y Mataró, con coches de época. En la actualidad esta réplica se encuentra en el Museo del Ferrocarril de Cataluña, en Villanueva y Geltrú.